# PIGC
PIGC (англ. Phosphatidylinositol glycan anchor biosynthesis class C) – білок, який кодується однойменним геном, розташованим у людей на короткому плечі 1-ї хромосоми.  Довжина поліпептидного ланцюга білка становить 297 амінокислот, а молекулярна маса — 33 583.
| 10         |  | 20         |  | 30         |  | 40         |  | 50         |
| ---------- |  | ---------- |  | ---------- |  | ---------- |  | ---------- |
| MYAQPVTNTK |  | EVKWQKVLYE |  | RQPFPDNYVD |  | RRFLEELRKN |  | IHARKYQYWA |
| VVFESSVVIQ |  | QLCSVCVFVV |  | IWWYMDEGLL |  | APHWLLGTGL |  | ASSLIGYVLF |
| DLIDGGEGRK |  | KSGQTRWADL |  | KSALVFITFT |  | YGFSPVLKTL |  | TESVSTDTIY |
| AMSVFMLLGH |  | LIFFDYGANA |  | AIVSSTLSLN |  | MAIFASVCLA |  | SRLPRSLHAF |
| IMVTFAIQIF |  | ALWPMLQKKL |  | KACTPRSYVG |  | VTLLFAFSAV |  | GGLLSISAVG |
| AVLFALLLMS |  | ISCLCPFYLI |  | RLQLFKENIH |  | GPWDEAEIKE |  | DLSRFLS    |

A: Аланін

C: Цистеїн

D: Аспарагінова кислота

E: Глутамінова кислота

F: Фенілаланін

G: Гліцин

H: Гістидин

I: Ізолейцин

K: Лізин

L: Лейцин

M: Метіонін

N: Аспарагін

P: Пролін

Q: Глутамін

R: Аргінін

S: Серин

T: Треонін

V: Валін

W: Триптофан

Кодований геном білок за функціями належить до трансфераз, глікозилтрансфераз. 
Локалізований у мембрані, ендоплазматичному ретикулумі.